# Paul Begala
Paul Edward Begala, född 12 maj 1961 i New Jersey, är en amerikansk politisk konsult och politisk kommentator.

## Biografi
Han var rådgivare till president Bill Clinton under dennes ämbetsperiod och chefsstrateg för Clinton-kampanjen 1992, då kampen om Demokraternas presidentnominering stod mellan Bill Clinton och Al Gore. Han har arbetat tillsammans med den politiske konsulten James Carville och är även författare till ett flertal böcker.